# Falus

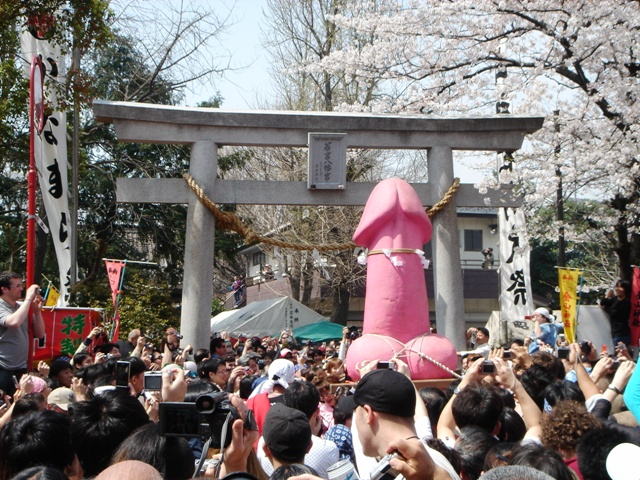
Falus purtat în cadrul paradei Kanamara Matsuri, trecând pe sub poarta-altar

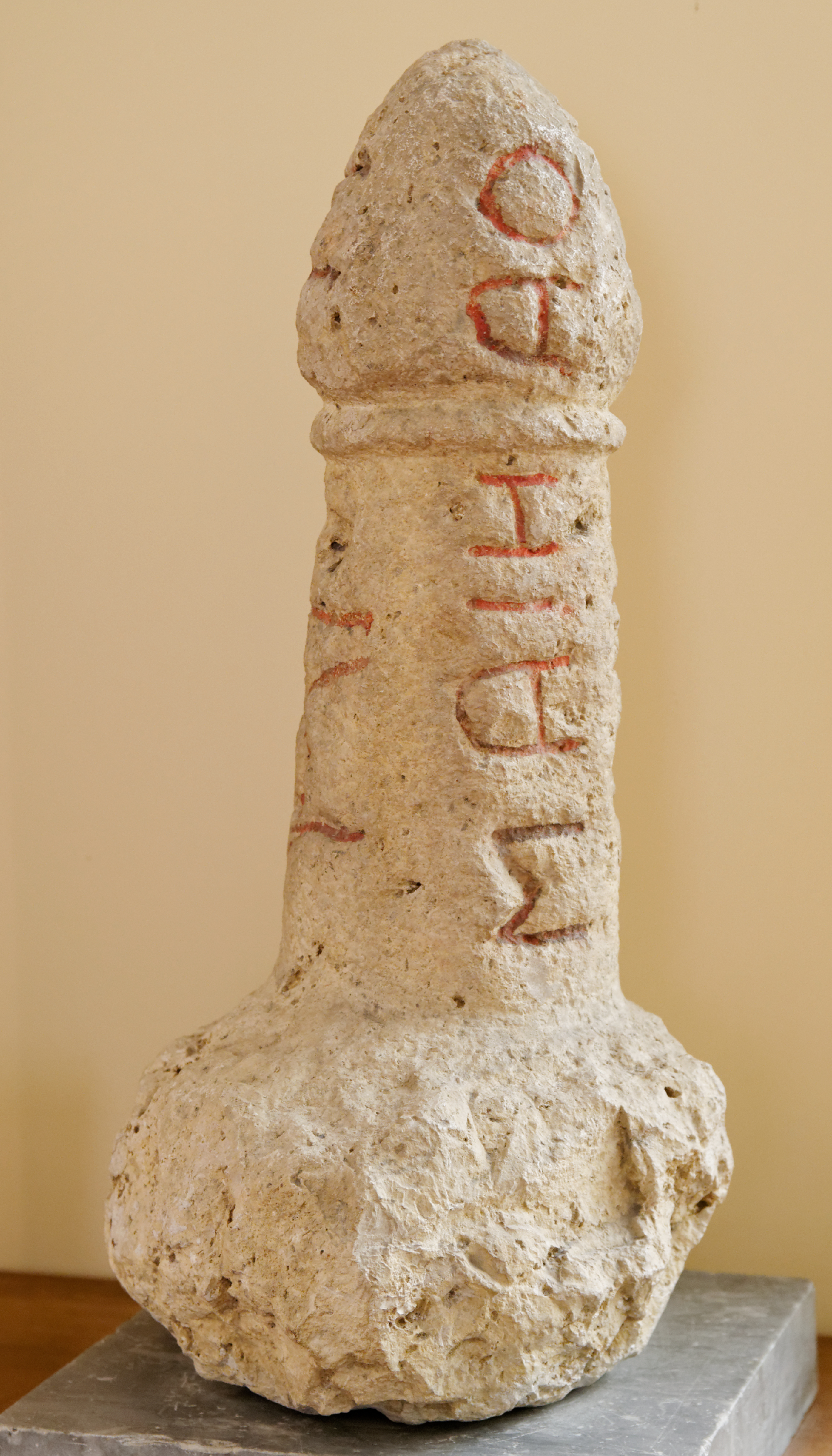
Stelă funerară etruscă în formă de falus

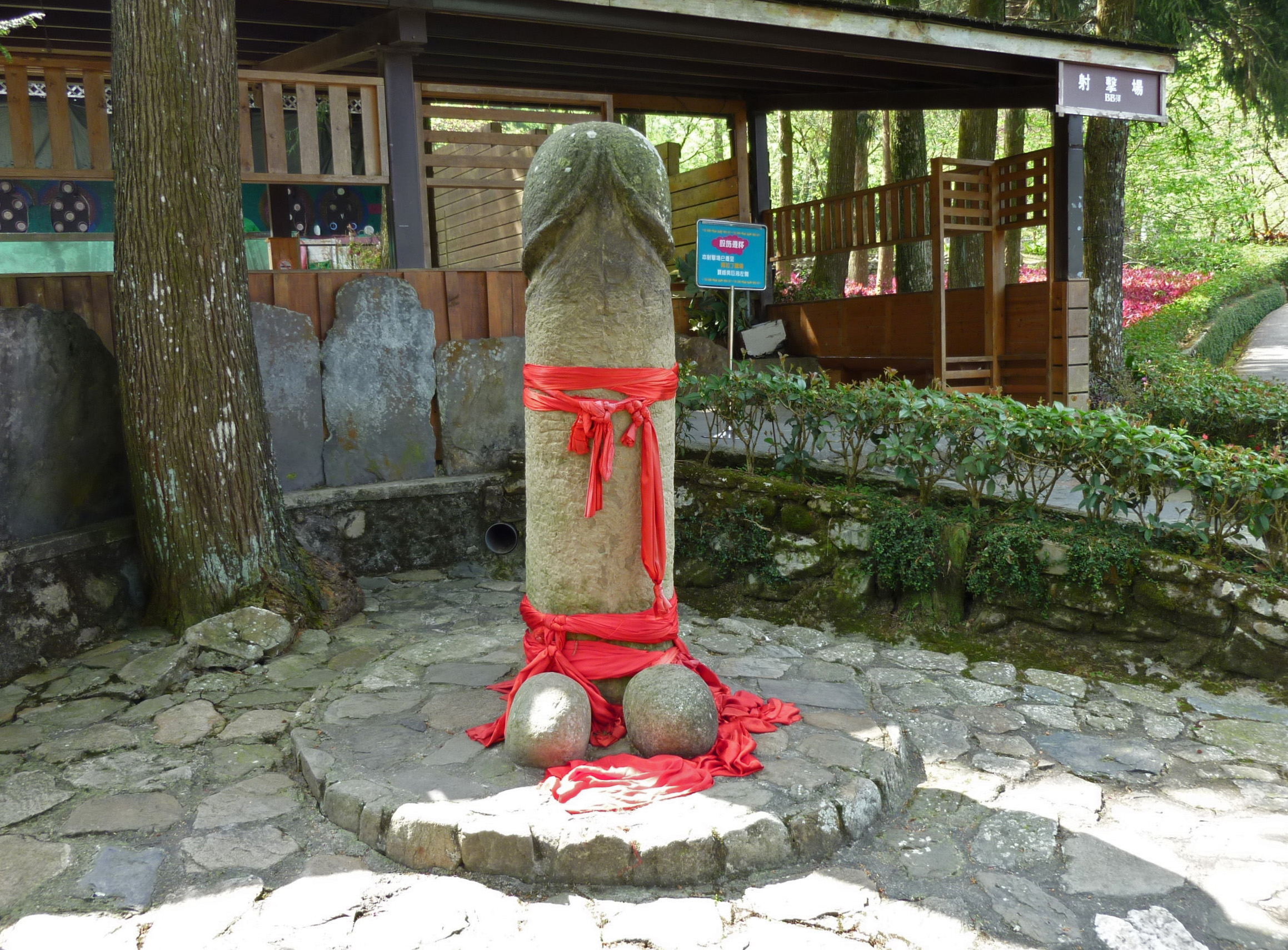
Sculptura unui falus în „Satul culturii aborigene a Formosei” din Taiwan

Falus (din greacă φαλλός, phallos) se numește, în antropologia culturală, o reprezentare simbolică a membrului viril (penis în erecție), care se purta la anumite ceremonii și sărbători.
Anual, în prima duminică din luna aprilie, în localitatea Kawasaki din Japonia femeile se strâng pentru a sărbători Kanamara Matsuri sau tradus, „Festivalul Penisului de Oțel”.
În psihanaliză, utilizarea termenului „falus” subliniază funcția simbolică îndeplinită de penis în dialectica intra- și intersubiectivă, termenul penis fiind rezervat mai ales pentru a desemna organul în realitatea sa anatomică.